# 米切尔·韦贝尔三世
米切尔·利文斯顿·韦贝尔三世（Mitchell Livingston WerBell III ，1918年3月18日—1983年12月17日）是美国战略情报局特工、雇佣兵、准军事组织教官、枪械设计师和军火商。

## OSS特工生涯
1918年3月18日，韦贝尔出生于美国费城，是一位俄罗斯帝国陆军骑兵军官的儿子 。美国调查记者Penny Lernoux于其著作《In Banks We Trust》(1984年出版)一书中将韦贝尔描述为“一位神秘的白俄侨民”。  1942年，韦贝尔加入战略情报局（OSS），并在中华民国、英属缅甸和法属印度支那地区活动。第二次世界大战期间，韦贝尔身为一名游击队员和OSS特工，他在保罗·赫利威尔(Paul Helliwell ) 的指挥下，同E. 霍华德·亨特 (E. Howard Hunt) 、卢西恩·科奈恩、约翰·K·辛劳布 ( John K. Singlaub)和雷·克萊恩等人于中华民国为OSS执行秘密任务。   二战结束后，韦贝尔曾短暂担任Rich's 百货公司(位于佐治亚州亚特兰大)的广告和公关总监；但他在一年后便离职，然后开设了自己的公关公司。 

## 军械设计商生涯
后来韦贝尔关闭了他自己的公关公司，投入到设计枪械消音器的事业中去。1960年代,他创立SIONICS公司（SIONICS是“反叛乱分子及反颠覆研究”("Studies In the Operational Negation of Insurgents and Counter-Subversion")一词的缩写）以为M16突击步枪设计消音器。后来，韦贝尔又和SIONICS的员工们研发出一种低成本、高效率的机枪消音器。
1967年，韦贝尔与MAC-10冲锋枪的发明者戈登·B·英格拉姆合作。他们将韦贝尔研发的消音器安装到英格拉姆研发的机枪上，并打算将他们研发出的新机枪“死亡耳语 ”推销给美国军方，以用于越南战争。  韦贝尔拥有超过 25 种不同的消声器设计专利，他还发明了“韦贝尔泄压阀”，一种专为机枪消声器设计的机械部件。  直至今日，韦贝尔的模块化设计方法和在消音器中使用钛等特殊材料的措施，对枪械消声器设计领域依旧具有一定的影响。 
SIONICS 被军事装备公司(MAC) 兼并。后来MAC破产,其前雇员成立科布雷公司 。 20 世纪 70 年代，韦贝尔在科布雷公司创立了一个反恐培训中心。该中心课程为期 11 周，学员涵盖部队军人、公司高管、中情局特工和普通个人。 韦贝尔同时还经营着国际防御系统公司，进行军火经纪活动。

## 雇佣军活动生涯
20世纪50年代，韦贝尔曾为多米尼加独裁者拉斐尔·特鲁希略和古巴独裁者富尔亨西奥·巴蒂斯塔担任安全顾问。
韦贝尔协助策划了 1966 年由古巴流亡者和海地流亡者入侵海地，抗击弗朗索瓦·杜瓦利埃的行动。该行动被称为“拿骚计划”（但策划者们称该行动为“伊斯坦布尔行动”）。根据美国联邦通信委员会和美国众议院商业委员会特设调查小组委员会的说法，该任务得到了财政补贴，并由CBS新闻负责拍摄和报导。不过由于"拿骚计划”的参与者被联邦调查局逮捕，"拿骚计划”在得以实施前便已中止。而韦贝尔在未受指控的情况下被美方释放。 
1972 年，来自巴哈马的阿巴科独立运动(AIM) 与韦贝尔接洽，他们为巴哈马的发展方向感到担忧，并正在考虑其他选择，例如让阿巴科群岛完全独立或成为英联邦王国(巴哈马在1973年便以英联邦王国这一身份实现独立)。 AIM 是由凤凰基金会资助的分离主义政党，而凤凰基金会是一个致力于帮助建立微国家,以实现自由意志主义乌托邦的社会组织。然而在韦贝尔发动政变前，AIM 就已经陷入到内部争吵当中。 
根据1993 年公布的中情局文件，韦贝尔于1973年被要求协助中情局发动针对巴拿马最高领导人奥马尔·托里霍斯的政变。韦贝尔寻求中情局的许可，但中情局否认自己参与该政变。尽管五年后托里霍斯死于飞机失事，但该政变计划从未得到实施。 
1979 年，韦贝尔在接受新闻节目20/20 的访谈时声称：可口可乐公司以一百万美元的价格雇用了他的团队。以处理1973年城市恐怖浪潮期间，阿根廷激进分子针对可口可乐阿根廷分公司高管的绑架威胁。后来可口可乐公司否认了这一说法。  
韦贝尔在 1981 年的一次采访中透露他即将与美国工党(林登·拉罗奇创办的第三位置党派）决裂，此前韦贝尔和他的团队一直在佐治亚州保德斯普林斯为美国工党培训安保人员。 
韦贝尔晚年声称，他是"皇家阿富汗自由军"的退役中将。有时韦贝尔说自己在向阿富汗政府提供大型武器装备的合同和训练后担任阿富汗国防部长。 
此外韦贝尔声称他被授予美国陆军少将的军衔，以便于他在越战期间可以畅通无阻地在东南亚旅行，并方便他向部队演示，推销他所研发的消音冲锋枪和消音器。韦贝尔的说法已经得到约翰·辛劳布少将和威廉·莫泽中校的证实。 

## 其余事迹
韦贝尔和危地马拉极右翼政治家莱昂内尔·西斯涅加·奥特罗等人策划军事政变。最终，危地马拉军官埃弗拉因·里奥斯·蒙特通过这场军事政变成为危地马拉总统。
1988 年，洛杉矶县警署警长谢尔曼·布洛克 (Sherman Block)声称:1983年11月，《好色客》的创办者拉里·弗林特给韦贝尔开了 一张100万美元的支票，委托韦贝尔刺杀休·海夫纳（ 《花花公子》的创办者）、鲍勃·古乔内（ 《阁楼》的创办者）、沃尔特·安纳伯格（三角出版社的所有者，曾任美国驻英大使）和弗兰克·辛纳特拉。 洛杉矶县警署的警员还在新闻发布会上展示了该支票的复印件。 很巧的是，韦贝尔在收到支票的一个月后因心脏病发作而死于洛杉矶。  

## 死亡之谜
在 1989 年的“棉花俱乐部谋杀案”中，时任比佛利山安保公司老板的亚瑟·迈克尔·帕斯卡 (Arthur Michael Pascal） 作证说：控方证人威廉·莱德 (William Rider)，也就是拉里.弗林特的前姐夫兼负责私人安保的经纪人，  曾告诉帕斯卡：他在1983 年为了接管韦贝尔位于亚特兰大的反恐培训中心而毒害了雇佣兵米切尔·沃贝尔三世。帕斯卡还说:莱德和……弗林特在其位于洛杉矶豪宅的鸡尾酒会上，将四到六盎司的地高辛（一种强效的心脏松弛剂）倒入沃贝尔的饮料里。65 岁的韦贝尔是弗林特的安全顾问……几天后他因心脏病突发在加州大学洛杉矶分校医疗中心病逝。 
弗林特和他的律师艾伦·艾萨克曼当时在曼谷，且据《好色客》杂志的女发言人称：无法就此发表评论。  艾萨克曼将莱德早些时候声称的，由弗林特支付的谋杀合同描述为‘臆想’。” 据法庭证词所示，莱德通过了关于“可能参与凶杀案”的测谎测试。 由于莱德向调查人员提供的录音带，帕斯卡后来因谋杀罪而被提讯。 

## 推荐阅读
- AP (Dec. 18, 1983). "Mitchell Livingston WerBell: Anti-Communist Arms Dealer." New York Times. p. 52. Archived from the original.
- Eringer, Robert (1986). "Interview With the Antiterrorist." Interview with Mitchell L. WerBell III. SAGA (magazine). pp. 6-9. Archived. （页面存档备份，存于）